# Lise Nørgaard
Lise Nørgaard, nata Elise Jensen (Roskilde, 14 giugno 1917 – Humlebæk, 1º gennaio 2023), è stata una scrittrice, sceneggiatrice, giornalista ed editrice danese. Ha scritto romanzi, saggi e racconti. È conosciuta come sceneggiatore della serie televisiva Monopoly (Matador) e per le sue memorie Kun en pige e De sendte en dame. Da queste memorie è stato tratto il film Kun en pige del 1995.

## Biografia
Crebbe a Roskilde, sua citta natale. Suo padre, Harry Alexander Jensen (1889-1976), fu un grossista e sua madre, Olga Sofie, nata Tønder (1889-1987), condusse un negozio chiamato Paris. La famiglia comprendeva anche i due fratelli minori Gerda e Kai, e una zia chiamata Bob.
Nel 1938, sposò Mogens Einar Flindt Nielsen, dal quale ebbe quattro figli. Due divennero giocatrici di badminton, Anne Flindt Christiansen e Bente Flindt Sørensen. Divorziò nel 1950. Nella sua ultima intervista, disse che la ragione decisiva del divorzio fu un ictus. La famiglia viveva a Byvolden 24, all'angolo con Villavej, in una classica villa funkis.
Il 29 luglio 1951, sposò il giornalista politico Jens Waaben Nørgaard, di cui rimase vedova nel 1984.
Morì il 1º gennaio 2023 all'Else Mariehjemmet di Humlebæk, dove risiedeva dal febbraio 2021; in precedenza abitò in un appartamento a Skodsborgparken a Skodsborg.
Fu tumulata nella chiesa di San Paolo a Copenaghen il 14 gennaio 2023. La sua urna fu poi collocata nella Sankt Ibs Kirkegård di Roskilde, dove sono tumulati i suoi genitori e conservate le spoglie di suo figlio Christian (1941-1999), morto a causa di cancro.

### Il giornalismo
In gioventù scrisse di questioni sociali. Divenne giornalista e collaborò con i seguenti quotidiani e settimanali: Roskilde Dagblad, dal 1935; Politiken dal 1949; Hjemmet dal 1968, divenendo caporedattore dal 1975-1977; Berlingske Tidende dal 1980.
Il libro Jeg gik mig over sø og land raccoglie le sue esperienze di inviata all'estero.

### La scrittura
Ha esordito come autrice con il libro di cucina Mad uden tårer, scritto insieme a Else Algreen.
Nel corso della carriera ha scritto romanzi, racconti e memorie. 
Ebbe grande notorietà come autrice principale e creatrice della serie televisiva Monopoly (Matador).
Si è cimentata in racconti brevi e li ha inviati a Politikens Magasin. Furono rifiutati e lei lì bruciò tutti. 
Il libro Med mor bag rattet, nacque quasi per caso. Due donne avevano fondato la casa editrice Spectator e volevano pubblicare un libro per le donne che volevano prendere la patente. Si rivolsero a Jørgen Sandvad, giornalista del quotidiano Politiken. Sandvad li indirizzò a Nørgaard, all'epoca sua collega presso il giornale. La giornalista dichiarò di non conoscere nulla di automobili, ma disse che stava scrivendo del rapporto della sua famiglia con le automobili, compreso il "rapporto isterico con le automobili" di suo padre. Il testo divenne un pamphlet pubblicato in occasione del 70º compleanno del padre. Le fu chiesto di continuare a lavorare alla storia e trascorse l'estate del 1959 a Køge Bay ampliando e completando il testo che divenne libro: "un romanzo umoristico sull'acquisizione della patente di guida da parte delle donne e sulla loro lotta per poterla usare". Nel 1965, dal libro fu tratto un film intitolato Mother Behind the Wheel (Madre dietro il volante), con una sceneggiatura sue e di Erik Dibbern.
All'inizio degli anni Settanta, scrisse un'altra sceneggiatura cinematografica, dando vita a Me and the Mafia, interpretato da Dirch Passer, che ebbe un enorme successo al botteghino. Scrisse anche la sceneggiatura del sequel The Mafia - it's me too! presentato nel 1974. Non fu entusiasta dei film, definendoli "qualcosa di assolutamente indifferente, solo due farse".
Scrisse anche la sceneggiatura di diversi episodi della serie televisiva Huset på Christianshavn, a partire dall'episodio 41, trasmesso nell'ottobre 1973. Fu coautrice di diversi articoli di At tænke sig, Uha-uha e di altri articoli di critica sociale satirica sui media.

## Sceneggiature
- Mor bag rattet (1965)
- Huset på Christianshavn, serie tv (1973-1977)
- Mig og Mafiaen (1973)
- Mafiaen, det er osse mig (1974)
- Monopoly (Matador), serie tv (1978-1982),
- Een stor familie, serie tv (1982-1983)
- Mor er major (1985)
- Brødrene Mortensens Jul, julekalender (1998)